# Phyllonorycter stigmaphyllae
Phyllonorycter stigmaphyllae är en fjärilsart som beskrevs av August Busck 1934. Phyllonorycter stigmaphyllae ingår i släktet guldmalar, och familjen styltmalar.
Artens utbredningsområde är Kuba. Inga underarter finns listade i Catalogue of Life.